# Jacksonella sexoculata
Jacksonella sexoculata är en spindelart som beskrevs av Paik och Takeo Yaginuma 1969. Jacksonella sexoculata ingår i släktet Jacksonella och familjen täckvävarspindlar. Inga underarter finns listade i Catalogue of Life.